# Anđela Kolar
Anđela Kolar (Zelić) (Darmstadt, ?), hrvatska pjevačica.

## Životopis
Još kao trogodišnjakinja pjevala je u crkvi božićnu pjesmu "Tiha noć". U rodnom gradu je 15 godina pohađala Akademiju za umjetnost zvuka, a školovala se i u Frankfurtu. Tu se osim pjevanjem, bavila i sviranjem klavira. Osnivačica je i članica prvog hrvatskog Band Aid izvan Hrvatske Crounitasa.
Najpoznatija je po pjesmi "Ima li nade za nas" iz 1998. koju je otpjevala s Draženom Zečićem. Ova pjesma je nagrađena kao najizvođenija na Melodijama hrvatskog Jadrana 1998. godine. Također, nominirana je za diskografsku nagradu Porin. Anđela se nakon toga povukla s glazbene scene i posvetila školovanju.
Godine 2014. objavila je svoj prvi samostalni album "Na dobro vam došao Božić".

## Albumi
- "Na dobro vam došao Božić" (2014.)

## Vanjske poveznice
- Službene stranice  Arhivirana inačica izvorne stranice od 10. studenoga 2016. (Wayback Machine)
- Profil na diskografija.com